# Brian Flynn
Brian Flynn (ur. 12 października 1955 w Port Talbot) – piłkarz walijski grający na pozycji pomocnika. W swojej karierze rozegrał 66 meczów w reprezentacji Walii i strzelił w nich 7 goli.

## Kariera klubowa
Karierę piłkarską Flynn rozpoczął w klubie Burnley. W 1973 roku awansował do kadry pierwszej drużyny. 2 lutego 1974 zadebiutował w Division One w zremisowanym 1:1 wyjazdowym meczu z Arsenalem. W 1976 roku spadł z Burnley z League One do Division Two.
W 1977 roku Flynn przeszedł z Burnley do Leeds United. Swój debiut w nowym zespole zanotował 5 listopada 1977 w zremisowanym 2:2 domowym meczu z Norwich City. W 1982 roku na krótko był wypożyczony do Burnley, a jesienią tamtego roku wrócił do tego klubu. W 1983 roku spadł z Burnley do Division Three.
W 1984 roku Flynn odszedł z Burnley do Cardiff City. W 1985 roku został zawodnikiem Doncaster Rovers, w którym grał w sezonie 1985/1986. W sezonie 1986/1987 grał w Bury. Jesień 1987 spędził w Doncaster, a następnie przeszedł do Wrexham, w którym grał do końca swojej kariery, czyli do 1992 roku.
| Sezon   | Klub             | Kraj   | Rozgrywki      | Mecze | Bramki |
| ------- | ---------------- | ------ | -------------- | ----- | ------ |
| 1973/74 | Burnley          | Anglia | Division One   | 2     | 0      |
| 1974/75 | Burnley          | Anglia | Division One   | 26    | 0      |
| 1975/76 | Burnley          | Anglia | Division One   | 39    | 4      |
| 1976/77 | Burnley          | Anglia | Division Two   | 41    | 2      |
| 1977/78 | Burnley          | Anglia | Division Two   | 12    | 2      |
| 1977/78 | Leeds United     | Anglia | Division One   | 29    | 1      |
| 1978/79 | Leeds United     | Anglia | Division One   | 41    | 3      |
| 1979/80 | Leeds United     | Anglia | Division One   | 24    | 3      |
| 1980/81 | Leeds United     | Anglia | Division One   | 41    | 3      |
| 1981/82 | Leeds United     | Anglia | Division One   | 17    | 1      |
| 1981/82 | Burnley          | Anglia | Division Three | 2     | 0      |
| 1982/83 | Leeds United     | Anglia | Division Two   | 2     | 0      |
| 1982/83 | Burnley          | Anglia | Division Two   | 28    | 1      |
| 1983/84 | Burnley          | Anglia | Division Three | 43    | 9      |
| 1984/85 | Burnley          | Anglia | Division Three | 9     | 0      |
| 1984/85 | Cardiff City     | Anglia | Division Two   | 22    | 0      |
| 1985/86 | Cardiff City     | Anglia | Division Three | 10    | 0      |
| 1985/86 | Doncaster Rovers | Anglia | Division Three | 27    | 0      |
| 1986/87 | Bury             | Anglia | Division Three | 19    | 0      |
| 1987/88 | Doncaster Rovers | Anglia | Division Three | 24    | 1      |
| 1987/88 | Wrexham          | Anglia | Division Four  | 17    | 1      |
| 1988/89 | Wrexham          | Anglia | Division Four  | 41    | 1      |
| 1989/90 | Wrexham          | Anglia | Division Four  | 23    | 2      |
| 1990/91 | Wrexham          | Anglia | Division Four  | 11    | 1      |
| 1991/92 | Wrexham          | Anglia | Division Four  | 6     | 0      |
| 1991/92 | Wrexham          | Anglia | Division Three | 2     | 0      |

## Kariera reprezentacyjna
W reprezentacji Walii Flynn zadebiutował 20 listopada 1974 roku w wygranym 5:0 meczu eliminacji do Euro 76 z Luksemburgiem, rozegranym w Swansea. W swojej karierze grał też w: eliminacjach do MŚ 1978, Euro 80, MŚ 1982 i Euro 84. Od 1974 do 1984 roku rozegrał w kadrze narodowej 66 meczów i strzelił w nich 7 goli.

## Kariera trenerska
W 1989 roku Flynn został grającym menedżerem klubu Wrexham. Po zakończeniu kariery piłkarskiej w 1993 roku nadal prowadził Wrexham, aż do 2001 roku. W latach 2002–2004 pracował w zespole Swansea City.
W 2004 roku Flynn objął reprezentację Walii U-21. We wrześniu 2010 krótko prowadził dorosłą reprezentację Walii, jako tymczasowy selekcjoner.